# 榮譽勳章系列
榮譽勳章系列是由美商藝電附屬的工作室Danger Close開發的第一人稱射擊遊戲系列。系列首作《榮譽勳章》是由當時在夢工廠旗下的遊戲工作室（現為）並將發售代理權交由美商藝電負責，第一代榮譽勳章於1999年發行在日本索尼開發的遊戲機PlayStation上，其遊戲始終都以第二次世界大戰為主要題材，在2010年的榮譽勳章重啟系列將戰場移到了現代，而最新的榮譽勳章系列作《榮譽勳章：鐵血悍將》也持續將戰場維持在現代戰爭的題材中。

## 系列作
- 《榮譽勳章》（1999）（Medal Of Honor）發售於1999年，由夢工廠製作，美商藝電在PlayStation上發行，後續版本開始被移植到PC上面。
- 《榮譽勳章：地下戰場》（Medal of Honor: Underground）於2000年在的PlayStation和Game Boy Advance上發行。
- 《榮譽勳章：反攻諾曼第》（Medal of Honor: Allied Assault）於2002年在PC平台上發售，後續還有發行地圖擴充包《諾曼第大空降》（Spearhead ，2002年發行）以及《突出重圍》（Breakthrough，2003年發行）。
- 《榮譽勳章：前線》（Medal of Honor: Frontline）於2002年5月在任天堂GameCube和Xbox上發行並在2002年11月發行的PlayStation 2版，後來又重製了該遊戲並提高清晰度在2010年發行的PlayStation 3版本的《榮譽勳章》（2010年）。
- 《荣誉勋章：昇阳》（Medal of Honor: Rising Sun）在2003年時發行在PlayStation 2，Xbox和任天堂GameCube上（該遊戲原本有續作計畫，但因評價兩極化，導致計畫取消）。
- 《榮譽勳章：滲入者》（Medal of Honor: Infiltrator）在2003年發行在Game Boy Advance上。
- 《荣誉勋章：太平洋之战》（Medal of Honor: Pacific Assault）在2004年時發行於PC平台上。
- 《榮譽勳章：血戰歐洲》（Medal of Honor: European Assualt）在2005年發行在PlayStation 2，Xbox和任天堂GameCube上。
- 《榮譽勳章：鐵膽英豪》（Medal of Honor: Heroes）在2006年發行在PlayStation Portable上。
- 《榮譽勳章：先鋒部隊》（Medal of Honor: Vanguard）在2007年發行在PlayStation 2和任天堂的Wii上。
- 《榮譽勳章：空降神兵》（Medal of Honor: Airborne）在2007年發行在PlayStation 3，Xbox 360和PC上。
- 《榮譽勳章：鐵膽英豪2》（Medal of Honor: Heroes2）在2007年發行在任天堂Wii和PlayStation Portable上。
- 《榮譽勳章》（2010）（Medal Of Honor）為該系列作首次以現代戰場為主題的新生作，也是該系列第13代系列作，其原開發代號為“榮譽勳章：蟒蛇行動”（Medal of Honor: Operation Anaconda）後來在2010年正式發行時取消了該代號，在2010年發行在PlayStation 3，Xbox 360和PC。
- 《榮譽勳章：鐵血悍將》（Medal of Honor: Warfighter）為延續上一代以現代為主題的劇情，此遊戲在2012年10月23日在PlayStation 3，Xbox 360和PC上發行。
- 《荣誉勋章：超越巅峰》（Medal of Honor: Above and Beyond）在2020年发行在Windows和Oculus Quest2。VR游戏。

## 發行平台
| 遊戲设定年代   | 標題                     | 發行年份  | PC                  | 家用機               | 攜帶機 | 故事主角                                                      |
| -------------- | ------------------------ | --------- | ------------------- | -------------------- | ------ | ------------------------------------------------------------- |
| 第二次世界大戰 | 榮譽勳章                 | 1999      | 否                  | PS1                  |        | Lt. Jimmy Patterson                                           |
| 第二次世界大戰 | 榮譽勳章：地下戰場       | 2000      | 否                  | PS1                  | GBA    | Manon Batiste                                                 |
| 第二次世界大戰 | 榮譽勳章：反攻諾曼第     | 2002      | Windows, Linux, Mac | 否                   |        | Lt. Mike Powell                                               |
| 第二次世界大戰 | 榮譽勳章：前線           | 2002/2010 | 否                  | PS2, Xbox, NGC / PS3 |        | Lt. Jimmy Patterson                                           |
| 第二次世界大戰 | 榮譽勳章：諾曼第大空降 * | 2002      | Windows, Linux, Mac | 否                   |        | Sgt. Jack Barnes                                              |
| 第二次世界大戰 | 榮譽勳章：突出重圍 *     | 2003      | Windows, Linux, Mac | 否                   |        | Sgt. John Baker                                               |
| 第二次世界大戰 | 荣誉勋章：昇阳           | 2003      | 否                  | PS2, Xbox, NGC       |        | Cpl/Sgt. Joseph Griffin                                       |
| 第二次世界大戰 | 榮譽勳章：滲入者         | 2003      | 否                  | 否                   | GBA    | Cpl. Jake Murphy                                              |
| 第二次世界大戰 | 荣誉勋章：太平洋突袭     | 2004      | Windows             | 否                   |        | Pvt/Pfc/Lcpl/Cpl/Sgt. Tommy Conlin                            |
| 第二次世界大戰 | 榮譽勳章：血戰歐洲       | 2005      | 否                  | PS2, Xbox, NGC       |        | Lt. William Holt                                              |
| 第二次世界大戰 | 榮譽勳章：鐵膽英豪       | 2006      | 否                  | 否                   | PSP    | Lt. Jimmy Patterson, Lt. William Holt, Sgt. John Baker        |
| 第二次世界大戰 | 榮譽勳章：先鋒部隊       | 2007      | 否                  | PS2, Wii             |        | Cpl/Sgt. Frank Keegan                                         |
| 第二次世界大戰 | 榮譽勳章：空降神兵       | 2007      | Windows             | Xbox 360, PS3        |        | Pfc/Cpl. Boyd Travers                                         |
| 第二次世界大戰 | 榮譽勳章：鐵膽英豪2      | 2007      | 否                  | Wii                  | PSP    | Lt. John Berg                                                 |
| 第二次世界大戰 | 榮譽勳章：超越巅峰       | 2020      | 是                  | 否                   | 否     |                                                               |
| 現代戰場       | 榮譽勳章                 | 2010      | Windows             | Xbox 360, PS3        |        | Spc. Dante Adams, Cpt. Brad "Hawk" Hawkins, "Rabbit", "Deuce" |
| 現代戰場       | 榮譽勳章：鐵血悍將       | 2012      | Windows             | PS3, Xbox 360, Wii U |        | Stump, Preacher                                               |

- 注：游戏名后加“*”的为扩充包。

## 外部連結
- （英文） 榮譽勳章系列開發團隊官網
- （英文） 美商藝電官網 （页面存档备份，存于）
- （英文） 榮譽勳章系列官網
- （中文） 美商藝電Origin商店 （页面存档备份，存于）